# Kyle Howard
Kyle Alan Howard (Loveland, 13 aprile 1978) è un attore statunitense.
Conosciuto  per avere interpretato film quali Arresti familiari (per il quale ha ricevuto una nomination agli Young Artist Awards) e Un genio in pannolino, nonché per i suoi ruoli nelle popolari serie televisive Love Boat - The Next Wave e Opposite Sex, Howard si è fatto apprezzare per il suo talento come attore dalla critica e dal pubblico, in particolar modo tra i teenager, i giovani e i giovanissimi.
Kyle è stato il fidanzato di Lauren Conrad, la star del telefilm The Hills.
Tra i giovani attori con cui ha lavorato vi sono Chauncey Leopardi, Taran Noah Smith, Jonathan Taylor Thomas, Zachery Ty Bryan, Corbin Allred.

## Filmografia parziale

### Cinema
- Arresti familiari (House Arrest), regia di Harry Winer (1996)
- La compagnia degli strilloni (The Paper Brigade), regia di Blair Treu (1996)
- Robo Warriors, regia di Ian Barry (1996)
- Mittente sconosciuto (Address Unknown), regia di Shawn Levy (1997)
- Un genio in pannolino (Baby Geniuses), regia di Bob Clark (1999)
- Sign of the Times, regia di Tomas Herrera e Brian McCulley (1999)
- Townies, regia di Wayne Alan Harold (1999)
- Orange County, regia di Jake Kasdan (2002)
- Easy Six - Gioco proibito (Easy Six), regia di Chris Iovenko (2003)
- Extreme Movie, regia di Adam Jay Epstein e Andrew Jacobson (2008)
- Made for Each Other, regia di Daryl Goldberg (2009)

### Televisione
- Trigger Happy, regia di Brian McCulley (1996)
- Hooked, regia di Brian McCulley (1996) - cortometraggio
- Skeletons, regia di David DeCoteau (1997)
- Il richiamo del passato (Yesterday's Children), regia di Marcus Cole (2000)
- Class of '06, regia di Ted Wass (2002)
- True, regia di Kari Lizer (2005)
- Un fidanzato per mamma e papà (Holiday in Handcuffs), regia di Ron Underwood (2007)
- Upside-Down Magic - Magia imperfetta (Upside-Down Magic), regia di Joe Nussbaum – film TV (2020)

### Serie TV
- Chicago Hope – serie TV, episodi 3x12 (1997)
- Quell'uragano di papà (Home Improvement) – serie TV, episodi 7x4 (1997)
- Pacific Blue – serie TV, episodi 3x15 (1998)
- Love Boat: The Next Wave – serie TV, 25 episodi (1998-1999)
- Opposite Sex – serie TV, 8 episodi (2000)
- Friends – serie TV, episodi 7x18 (2001)
- Boston Public – serie TV, episodi 2x6-2x9-2x10 (2001-2002)
- Providence – serie TV, episodi 4x17-4x18-4x19 (2002)
- Le cose che amo di te (What I Like About You) – serie TV, episodi 1x10-1x13 (2003)
- 8 semplici regole... per uscire con mia figlia (8 Simple Rules... for Dating My Teenage Daughter) – serie TV, episodi 3x16 (2005)
- Nip/Tuck – serie TV, episodi 3x3 (2005)
- CSI - Scena del crimine (CSI: Crime Scene Investigation) – serie TV, episodi 6x22 (2006)
- Numb3rs – serie TV, episodi 3x20 (2007)
- Royal Pains – serie TV, 16 episodi (2011-2016)

## Doppiatori italiani
Nelle versioni in Italiano delle opere in cui ha recitato, Kyle Howard è stato doppiato da:
- Luca Ghignone in Nip/Tuck
- Luigi Ferraro in CSI - Scena del crimine
- Oreste Baldini in Ghost Whisperer - Presenze
- Francesco Venditti in Royal Pains
- George Castiglia in Arresti familiari
- Stefano Crescentini in Un fidanzato per mamma e papà
- Simone Crisari in Orange County
- Alessandro Quarta in Upside-Down Magic - Magia imperfetta